# Perereca-de-vidro
Perereca-de-vidro (nome científico: Vitreorana uranoscopa) é uma espécie de anfíbio anuro da família dos centrolenídeos (Centrolenidae).

## Ecologia
A perereca-de-vidro é endêmica do sudeste e sul do Brasil, ocorrendo nos estados do Espírito Santo, Minas Gerais, São Paulo, Paraná, Santa Catarina e Rio Grande do Sul, e na Argentina, na província de Misiones. Apesar de sua ampla distribuição geográfica, é comum em alguns locais de avistamento, e rara em outros. No Rio de Janeiro, por exemplo, há relatos de declínio onde antes era comum. Ela habita acima dos 1 200 metros de altitude. Geralmente está agarrada a folhas de vegetação herbácea e árvores, geralmente nas imediações de água corrente em florestas primárias e secundárias subtropicais e tropicais baixas e montanas. Deposita seus ovos nas folhas acima da água e os girinos caem na água para continuar seu desenvolvimento. Não ocorre em áreas abertas ou severamente degradadas.

## Conservação
A União Internacional para a Conservação da Natureza (UICN / IUCN), em sua Lista Vermelha, avaliou que a perereca-de-vidro é uma espécie menos preocupante, pois embora sua população esteja em tendência de declínio, possui ampla distribuição geográfica. As principais ameaças à conservação da espécie estão provavelmente relacionadas à perda de habitat devido ao corte raso, barragens, turismo e assentamento humano. Em 2011, foi avaliado como vulnerável na Lista das Espécies da Fauna Ameaçada de Extinção em Santa Catarina; em 2014, como em perigo na Lista das Espécies da Fauna Ameaçadas de Extinção no Rio Grande do Sul; e em 2018, como pouco preocupante na Lista Vermelha do Livro Vermelho da Fauna Brasileira Ameaçada de Extinção do Instituto Chico Mendes de Conservação da Biodiversidade (ICMBio). A espécie constou como uma das espécies alvo no plano de ação Espécies do Pan Herpetofauna do Sul do ICMBio.